# Temple d'Apollon Zoster
Le temple d'Apollon Zoster, en grec moderne : Ναός του Απόλλωνα Ζωστήρα / Naós tou Apóllona Zostíra, est un ancien temple grec dont les vestiges sont situés à Vouliagméni près d'Athènes, en Grèce. 

## Localisation et découverte
Le temple est découvert par des enfants de l'orphelinat de Vouliagméni qui jouaient sur ce qui est maintenant connu comme la plage d'Astir (el),. Le site est désormais enfoncé, à l'arrière de la plage, et entouré d'une pelouse et de haies. Le temple est presque au niveau de la mer, et était donc souvent inondé en dehors des mois d'été. Des travaux de drainage conduits en 2011 ont cependant permis de mettre le site hors d'eau.
Les inscriptions trouvées sur les ruines confirment que le site est le temple d'Apollon Zoster. Des fouilles ont été entreprises par les archéologues Konstantínos Kourouniótis et M Pittídis, en 1926-1927. Elles confirment les références des sources littéraires anciennes : Pausanias le Périégète mentionne que c'était l'emplacement du sanctuaire le plus important du dème d'Aixonídes, Álaí (en grec ancien : Αἰξωνίδες Ἁλαί),, autrement dit, les Champs de sel d'Aixonè. Cet ancien dème comprenait les régions modernes de Voúla et de Vouliagméni.
Le temple se trouve sur la partie centrale d'un promontoire à trois avancées qui était autrefois connu dans l'Antiquité sous le nom de cap Zoster. Hérodote écrit qu'après la bataille de Salamine, les Perses ont pris les rochers du promontoire pour des navires grecs.

## Galerie

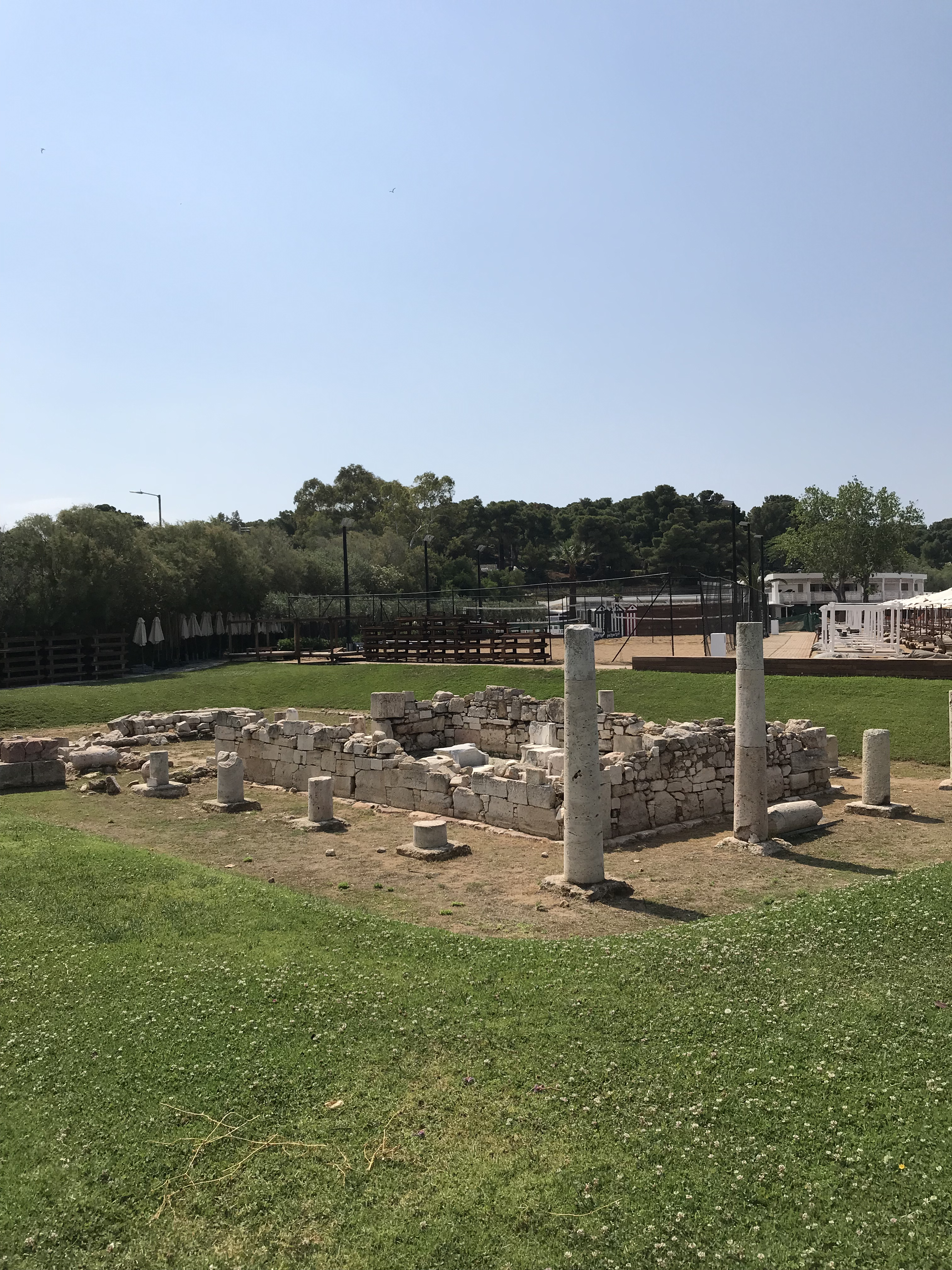
Le temple d'Apollon Zoster après les travaux d'aménagement paysager et de drainage.
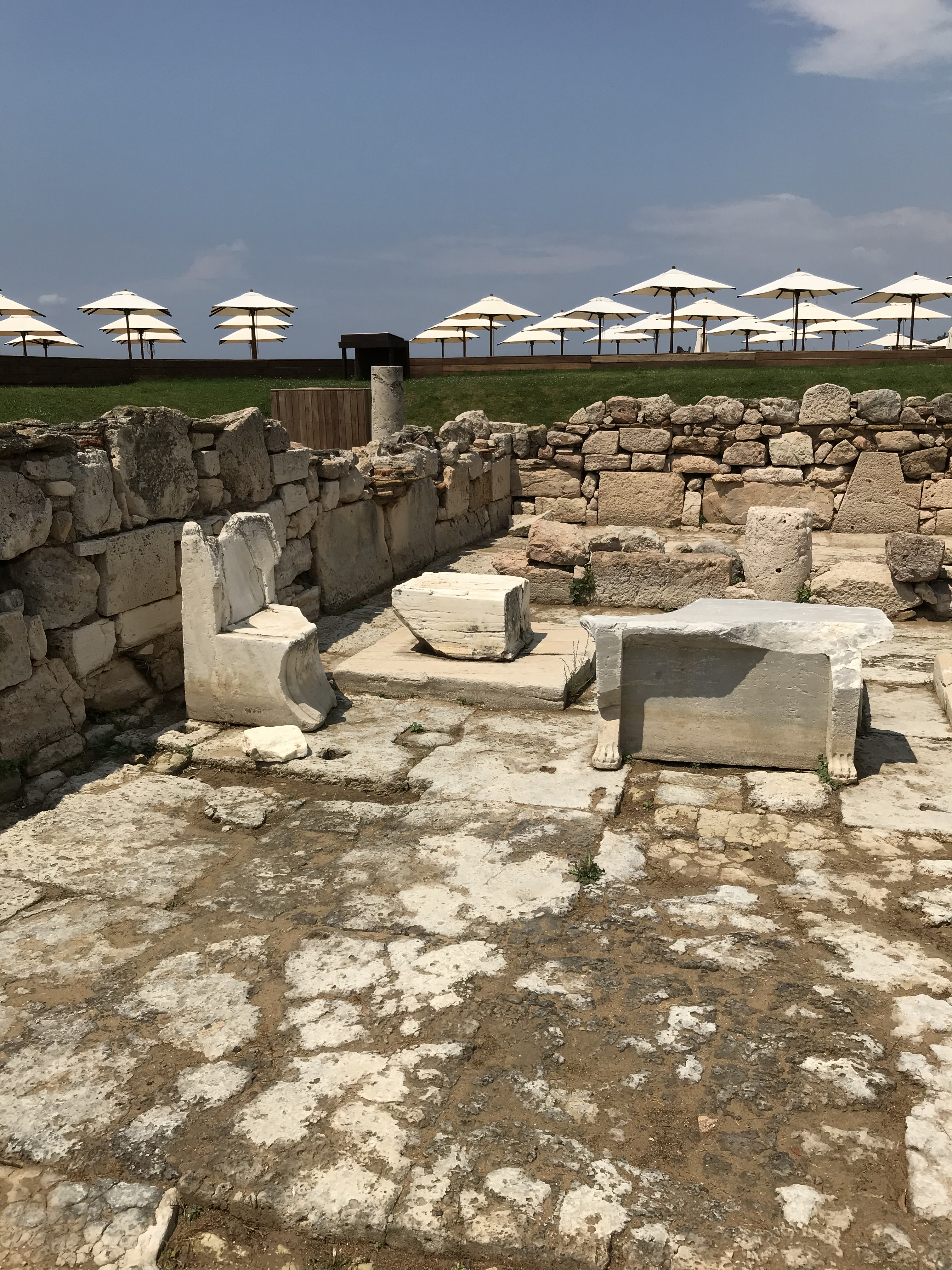
Vue du sékos (intérieur du temple).
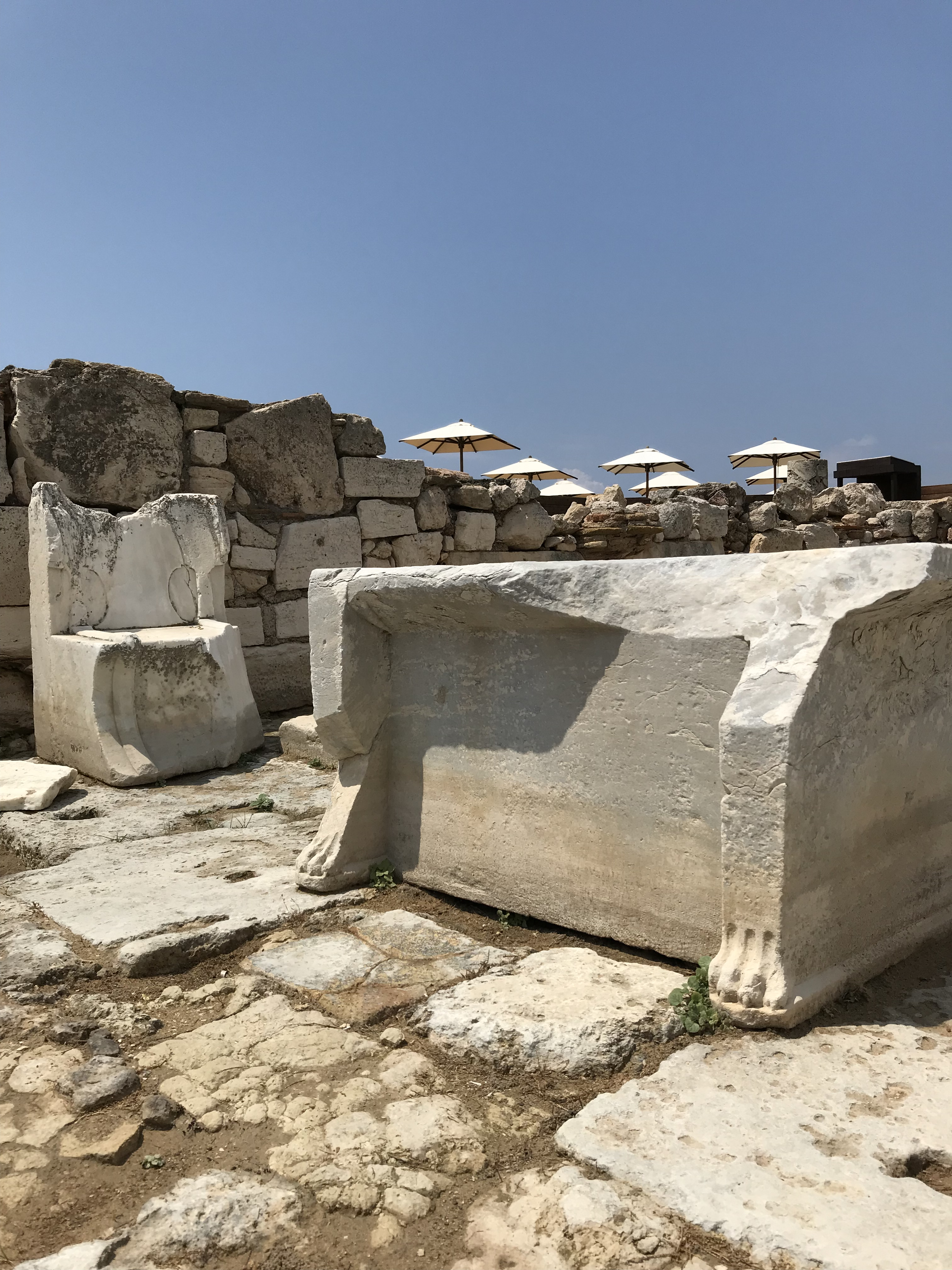
Autel de marbre.
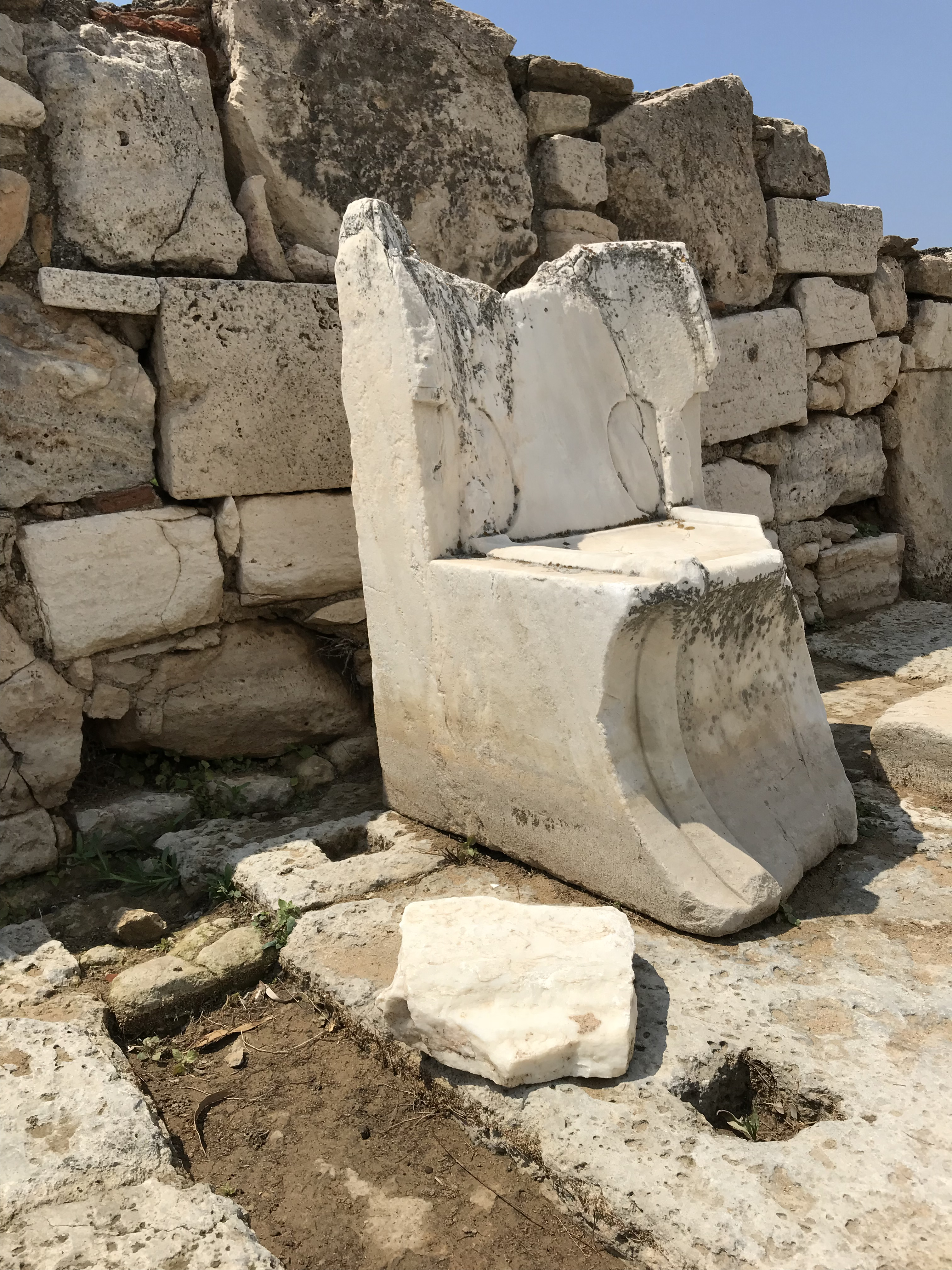
Trône de marbre du prêtre.